# Paz e Terra
Paz e Terra é uma editora brasileira, com sede na cidade de São Paulo. Entre os autores lançados, figuram: Celso Furtado, Paulo Freire, Helio Jaguaribe, Eric John Earnest Hobsbawm, Michel Foucault, Bruno Bettelheim, Eduardo Galeano, Norberto Bobbio, Manuel Castells, Kenneth Maxwell, Conrad Detrez, Georges Duby e Thomas Skidmore.

## Histórico
Foi inaugurada em julho de 1966, criação de Ênio Silveira, juntamente com Moacyr Félix, sob direção de Waldo César e fazia parte da produção editorial da Civilização Brasileira, destinando-se a publicar opiniões dos progressistas religiosos de todas as igrejas cristãs, protegida por uma organização editorial legal, fato que acabaria por lançar no Brasil o ideário da Teologia da Libertação. Posteriormente, passou a publicar livros, chegando a publicar inicialmente dezesseis títulos em 1968 e vinte e cinco títulos em 1968.
Em 1975, foi vendida a Fernando Gasparian, devido situação financeira, mediante os embates da repressão política. Gasparian era proprietário do jornal de oposição Opinião, um dos mais importantes da imprensa alternativa do país. O grupo Opinião se associa à editora, que passa a contar com nomes como Alceu Amoroso Lima, Barbosa Lima Sobrinho, Berta Ribeiro, Celso Furtado, Dias Gomes, Érico Veríssimo, Fernando Gasparian, Fernando Henrique Cardoso, José Aparecido de Oliveira e Wilson Fadul. Nessa época, a editora lança a Revista Argumento, para debater temas políticos, econômicos e artísticos, mas que teve sua circulação suspensa no quarto número devido às pressões da censura.
Em 1976, adquire mais um selo, as Edições Graal, e hoje seu catálogo possui aproximadamente 1.200 títulosem diversas áreas, com ênfase em ciências humanas. Conquistou dez vezes o Prêmio Jabuti, inclusive o do ano de 2006 na categoria Economia, Administração, Negócios e Direito, entre outros.
Em 1995, estreou no mercado de livros de bolso, como forma de baratear os custos, os livros eram impressos em papel-jornal, porém logo abandonou esse tipo de papel. Em 2012, foi comprada pelo Grupo Editorial Record.

### Coleção Estudos Brasileiros
A Coleção Estudos Brasileiros da editora Paz e Terra foi publicada entre 1974 e 1987. Essa série de livros foi composta, notadamente, por trabalhos de intelectuais do Brasil e do exterior — em especial dos Estados Unidos — vinculados às áreas de Ciência Política, História, Sociologia, Economia e Antropologia. Com a participação de um total de oitenta e oito autores e a presença de quase cem títulos em seu catálogo, que contribuíram para a consolidação de um novo vocabulário a respeito do Brasil em grande parte influenciado por um objetivo político comum: o fim da ordem implantada em 1964.
Entre 1982 e 1984, José Carlos de Assis lançou três importantes livros de jornalismo investigativo que desvendaram os podres da corrupção de alto escalão no da década de 1970, durante a Ditadura militar brasileira: 
- A Chave do Tesouro: Anatomia dos Escândalos Financeiros: Brasil, 1974-1983.[5]
- Os Mandarins da República: Anatomia dos Escândalos na Administração Pública, 1968-1984.[6]
- A Dupla Face da Corrupção.